# Голубая Дача (платформа)
Голуба́я Да́ча — платформа Северо-Кавказской железной дороги РЖД, расположена в микрорайоне Голубая Дача Лазаревского района города Сочи, Краснодарский край, Россия.

## Описание
Расположена на берегу Чёрного моря у впадения реки Неожиданной.

## История
Названа по имени микрорайона, в котором находится — искажённое в советское время «Голубева Дача».